# خانه جعفرزاده
خانه جعفرزاده مربوط به دوره قاجار است و در سبزوار، خیابان بیهق، کوچه نه بام، کوچه حاج آقا فخر واقع شده و این اثر در تاریخ ۱۱ دی ۱۳۸۰ با شمارهٔ ثبت ۴۵۷۱ به‌عنوان یکی از آثار ملی ایران به ثبت رسیده است.